# 人吉南バスストップ
人吉南バスストップ（ひとよしみなみバスストップ）は、熊本県人吉市蟹作地区にある九州自動車道上の高速バス専用停留所である。1995年7月に九州自動車道人吉IC - えびのIC間開通にともなって設置された。
停留所設備は存在するが、2017年10月1日のダイヤ改正によって「なんぷう号」各停便が停車しなくなったため、停車するバス路線がなくなり休止状態となっている。
なお、当停留所が設置される前は、この場所に人吉仮出入口として仮のインターチェンジがあった。平成31年をめどに、人吉球磨スマートインターチェンジをこの場所に建設予定のため、人吉南バスストップを移設予定であったが、前述の通り停車するバス路線がなくなったため、事実上消滅状態となっている。

## 停車していた路線
- 熊本 - 宮崎（なんぷう号、九州産交バス・宮崎交通） - 各停便のみ停車。2017年9月30日限りで各停便の停車地削減により客扱い終了。
- 熊本 - 鹿児島（きりしま号、九州産交バス・いわさきバスネットワーク・南国交通） - 各停便のみ停車。2011年3月31日限りで各停便廃止により客扱い終了。
- 人吉 - 鹿児島空港（産交バス・いわさきバスネットワーク・南国交通） - 2009年3月31日限りで廃止。

## 周辺
- 川上哲治記念野球場
- 産交バス人吉・球磨スマートIC入口（旧：人吉南高速のりば前）停留所（人吉産交 - 湯前駅・古屋敷・市房登山口線（西村・一武経由））

## 隣接するバス停
E3 九州自動車道
(19)人吉IC - 人吉南BS - (20)えびのIC